# Landtagswahl in Kärnten 1930
- SDAPDÖ: 15
- KSS: 2
- CS: 6
- LB: 8
- HB: 3
- NSDAP: 2

Die Landtagswahl in Kärnten 1930 wurde am 9. November 1930 im österreichischen Bundesland Kärnten durchgeführt. Es war die vierte und letzte Landtagswahl in der Ersten Republik. Bei den 8 Sitzen für den Nationalen Wirtschaftsblock und Landbund entfielen 6 auf den Landbund und 2 auf die (städtischen) Großdeutschen.
Parallel zur Landtagswahl in Kärnten gab es auch die letzte Nationalratswahl der Ersten Republik. Darüber hinaus wurden am selben Tag auch die Landtage im Burgenland und der Steiermark gewählt. 

## Vorläufiges Wahlergebnis
Die im Jahre 1927 als gemeinsame Einheitsliste angetretenen Christlichsozialen und Großdeutschen stellten sich diesmal wieder in getrennten Wahlverbänden den Wählern.
| Partei                                                | Stimmen | Prozent | Mandate |
| ----------------------------------------------------- | ------- | ------- | ------- |
| Sozialdemokratische Arbeiterpartei Deutschösterreichs | 60.477  | 38,74   | 15      |
| Nationaler Wirtschaftsblock und Landbund              | 34.580  | 22,15   | 8       |
| Christlichsoziale Partei                              | 27.181  | 17,41   | 6       |
| Heimatblock                                           | 13.861  | 8,88    | 3       |
| Nationalsozialistische Deutsche Arbeiterpartei        | 10.220  | 6,55    | 2       |
| Partei der Kärntner Slowenen                          | 8.895   | 5,70    | 2       |
| Kommunistische Partei Österreichs                     | 888     | 0,57    | 0       |

Der parteiunabhängige deutschfreiheitliche Landeshauptmann Arthur Lemisch blieb bis zur Angelobung des neuen Landeshauptmannes Ferdinand Kernmaier (Landbund) am 22. Jänner 1931, unter anderem gewählt von Landbund und Sozialdemokraten, in seinem Amte.